# Fången på Dartmoor
Fången på Dartmoor är en amerikansk film från 1935 i regi av Henry Hathaway. Filmen är ett romantiskt drama med fantasyinslag. Den baseras på romanen Peter Ibbetson från 1891 av George du Maurier. Historien har även filmats som stumfilm 1921, och gjorts som teateruppsättning på Broadway.

## Rollista
- Gary Cooper - Peter Ibbetson
- Ann Harding - Mary
- John Halliday - Duke of Towers
- Ida Lupino - Agnes
- Douglass Dumbrille - överste Forsythe
- Virginia Weidler - Mimsey
- Dickie Moore - Gogo
- Doris Lloyd - Mrs. Dorian
- Gilbert Emery - Wilkins
- Donald Meek - Mr. Slade